# Петър Стоянов (генерал, 1921)
 Тази статия е за генерала роден 1921 година.  За генерала, роден 1925 година вижте Петър Стоянов (генерал, 1925).  
Вижте пояснителната страница за други личности с името Петър Стоянов .
Петър Рангелов Стоянов (Карата) е български партизанин, офицер, генерал-лейтенант.

## Биография
Петър Стоянов е роден е на 27 декември 1921 г. в пловдивското село Церетелево. Член на БКП от 1942 г. Женен е за дъщерята на Йордан Божилов, министър на търговията, промишлеността и труда в първия кабинет на Георги Димитров. От 1935 до 1939 г. учи в Духовна семинария в Пловдив, от която е изключен поради комунистическа дейност. От 1939 до 1941 г. учи в реална гимназия в Пловдив, където е арестуван за комунистически прояви. Изкарва наборна служба в девети пехотен пловдивски полк, където е арестуван за комунистическа конспирация, но освободен поради недоказаност на обвиненията. От 15 май 1942 г. е партизанин в Чехларския отряд. Отделя се от отряда заедно с 9 партизани поради липса на храна и се присъединява към отряд в Карлово. По-късно става партизанин в Партизански отряд „Васил Левски“. Заместник-командир на Втора средногорска бригада „Васил Левски“ (1944).. Бил е политически комисар на трети отряд на бригадата.
След 9 септември 1944 г. служи в Българската армия. На 15 септември 1944 година е назначен за помощник-командир на девети пехотен пловдивски полк. От март до септември 1945 г. е инструктор и изпълняващ длъжността заместник-командир по политическата част на втора пехотна тракийска дивизия. Между 1 октомври 1945 и 15 септември 1946 г. изкарва 1 годишен курс във Военното училище. От 15 септември 1946 до 15 септември 1947 г. е Началник на Разузнавателната секция към щаба на Гранични войски. На 15 септември 1947 г. е назначен за командир на трети танков полк в Казанлък, а след това заместник-командир по строевата част на пета танкова дивизия в Казанлък (юли 1948-септември 1949). В периода септември 1949-юли 1950 г. е командир на първа танкова бригада в София. От септември 1950 г. е командир на девета танкова дивизия до октомври 1952. От 9 септември 1948 е полковник, а от 1 октомври 1957 г. е генерал-майор. От октомври 1952 до декември 1954 г. учи във Военната академия на Генералния щаб на СССР. След като се завръща е командир на 18-а мотострелкова дивизия в Шумен. Остава на този пост до януари 1956 г., когато е назначен за началник на катедра „Оперативно изкуство“ във Военната академия до ноември 1956 г. От ноември 1956 до 1962 г. е началник на Организационно-мобилизационното управление на Министерството на отбраната. Началник на Разузнавателното управление на Генералния щаб (1962 – 1967). Военно звание генерал-лейтенант. Депутат в V народно събрание от 1966 г. Излиза в запас през 1967 г.
В периода 1968 – 1973 г. е заместник-директор на Народната библиотека. Сътрудник на в. „Отечествен фронт“ като военен коментатор и на Софияпрес.
Издава мемоари, озаглавени „Често ви сънувах. Очерци за партизанското движение в Средногорието.“, С., 1990. Награждаван е с орден „За храброст“, IV степен, 2 клас и съветския орден „Червена звезда“.

## Образование
- Военно училище – (1 октомври 1945 – 15 септември 1946)
- Военна академия на Генералния щаб на СССР (14 октомври 1952 – декември 1954)

## Военни звания
- полковник – (9 септември 1948)
- генерал-майор – (1 октомври 1957)